# Cerkiew św. Paraskewy w Ustianowej

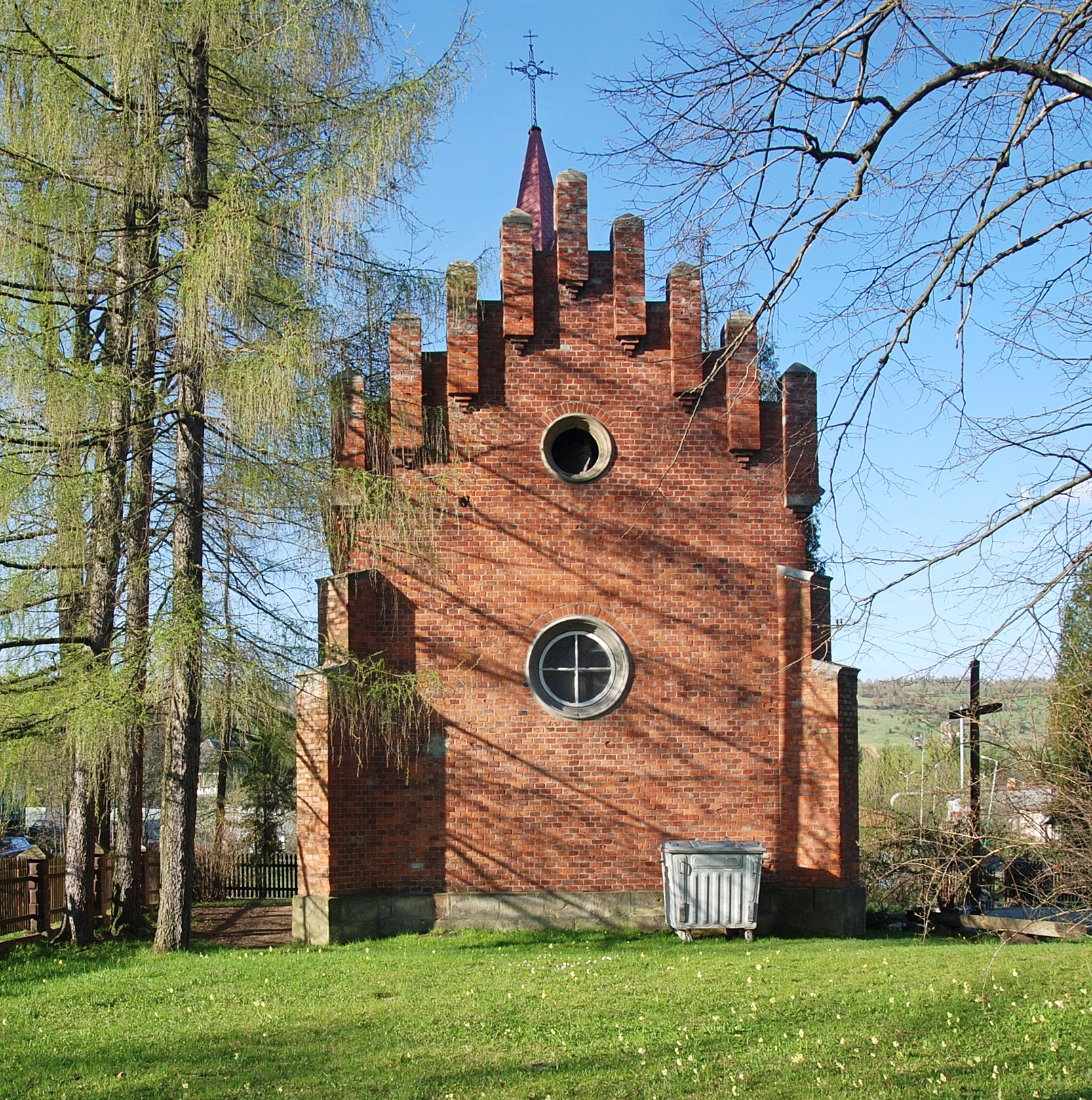
Kaplica grobowa Szemelowskich

Cerkiew św. Paraskewy w Ustianowej – dawna parafialna cerkiew greckokatolicka, znajdująca się w Ustjanowej Górnej wzniesiona w 1792. 
Od 1971 cerkiew pełni funkcję rzymskokatolickiego kościoła parafialnego pw. Narodzenia NMP.
Obiekt wpisany na listę zabytków w 1959 i włączony do podkarpackiego Szlaku Architektury Drewnianej.

## Historia
Zbudowana w 1792, należała do greckokatolickiego dekanatu ustrzyckiego. Do parafii należały filialne cerkwie w Równi i Ustjanowej Dolnej (zniszczona po wojnie). W 1892 odnowiona i rozbudowana. Po II wojnie światowej świątynię zamknięto. W 1956 dawne cerkiewne wyposażenie wywieziono do muzeum do Sanoka. Miejscowa ludność od lat pięćdziesiątych starała się o adaptowanie cerkwi na kościół rzymskokatolicki, na co władza ludowa zezwoliła dopiero w 1971. Zdewastowaną cerkiew wyremontowano w latach 1973–1974. Na początku XXI w. wykonano dwa ołtarze boczne, ambonę i mensę stylistycznie nawiązujące do ołtarza głównego. 

## Architektura i wyposażenie
Jest to świątynia orientowana, konstrukcji zrębowej, trójdzielna, obita gontem, z kwadratowym, zamkniętym trójbocznie prezbiterium. Gzyms profilowany, z podmurówką osłoniętą gontowym fartuchem. Dachy nad poszczególnymi częściami o osobnych kalenicach, z wieżyczką sygnaturki nakrytą baniastym hełmem na środku kalenicy nawy. Strop płaski, belkowy. Wewnątrz ołtarz rokokowy z końca XVIII w., pochodzący z kościoła w Hoczwi. Dawny ikonostas można zobaczyć w Muzeum Budownictwa Ludowego w Sanoku. W ołtarzu głównym znajduje się jedna z kopii obrazu Matki Bożej Sokalskiej.

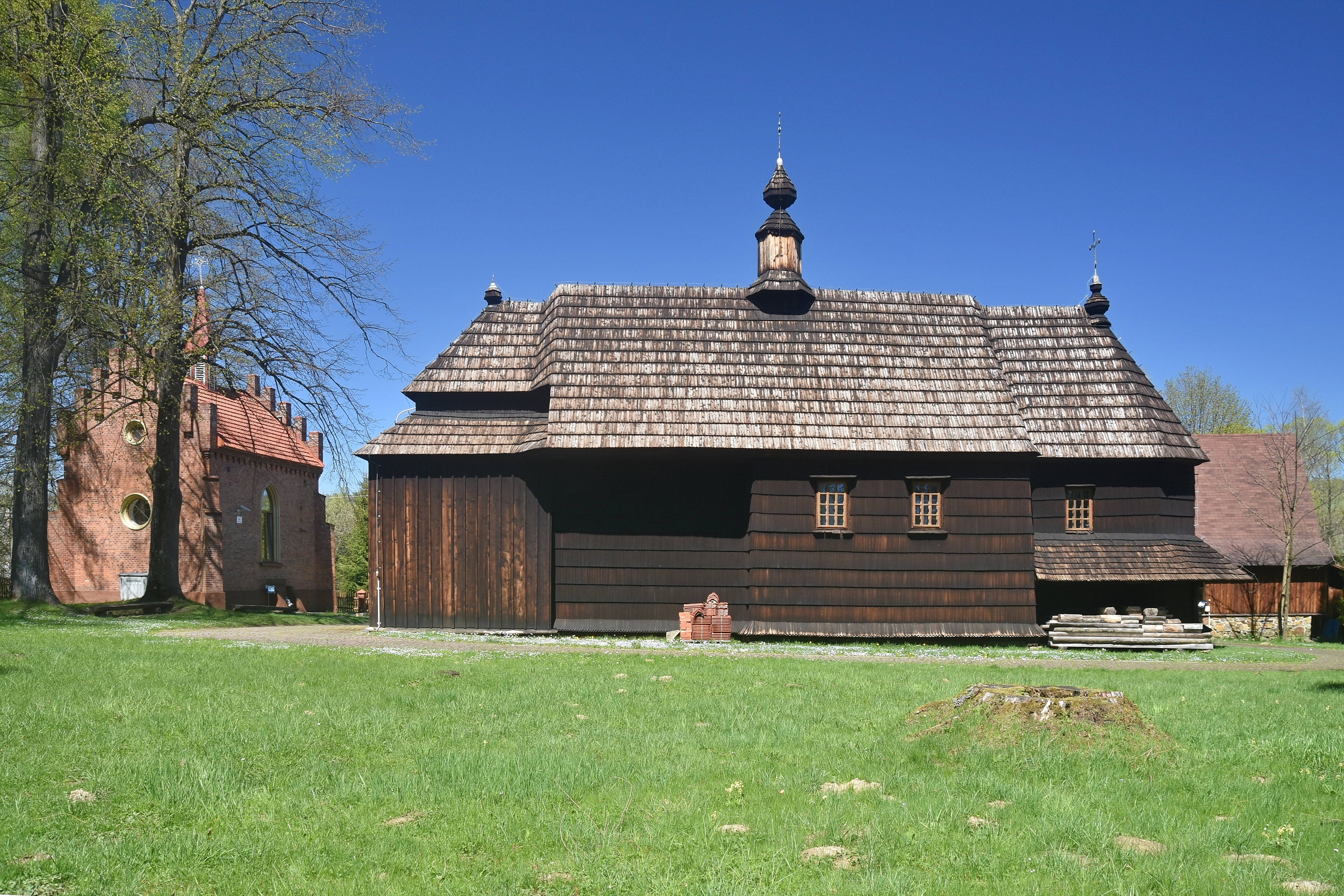
Widok od strony południowej
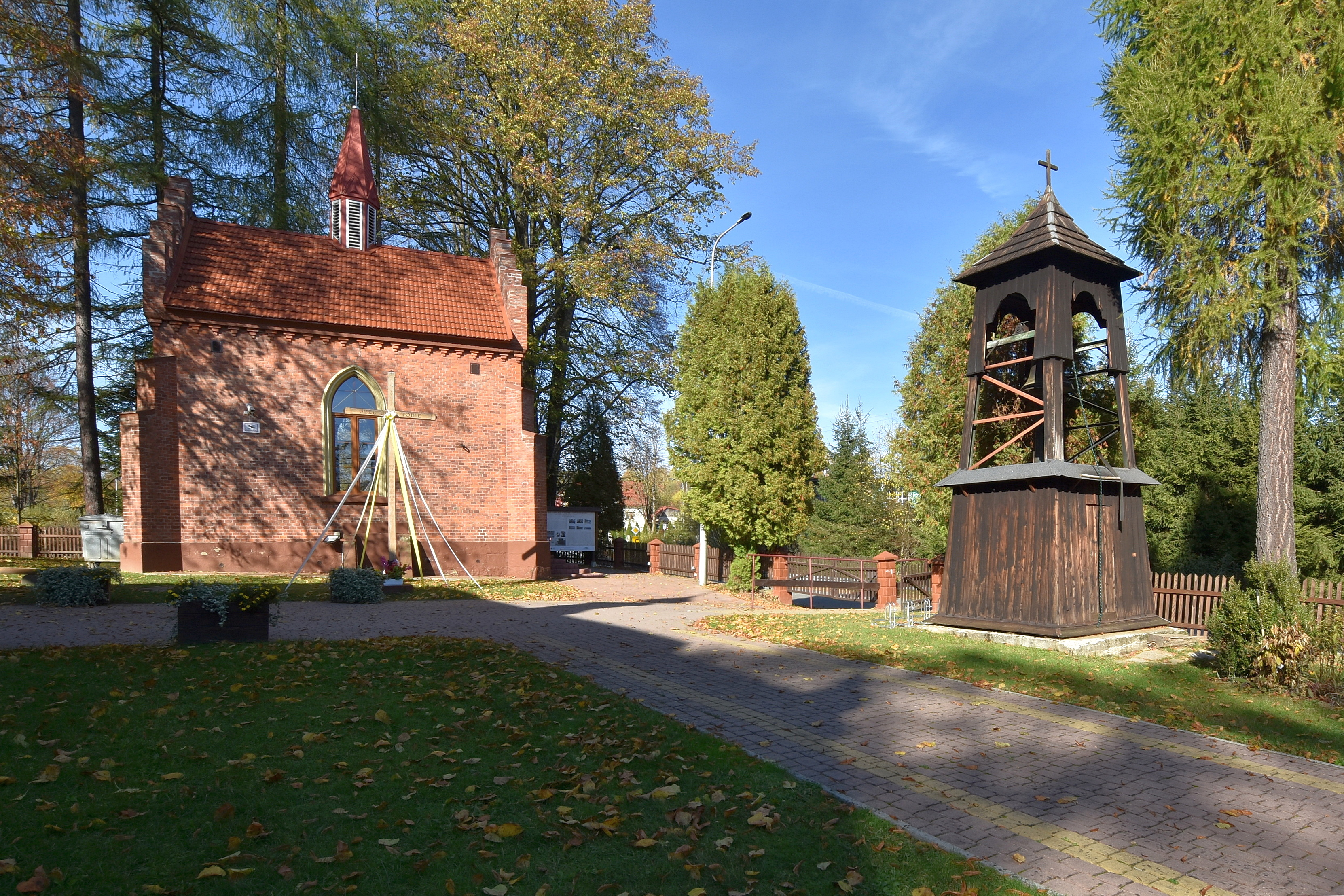
Dzwonnica
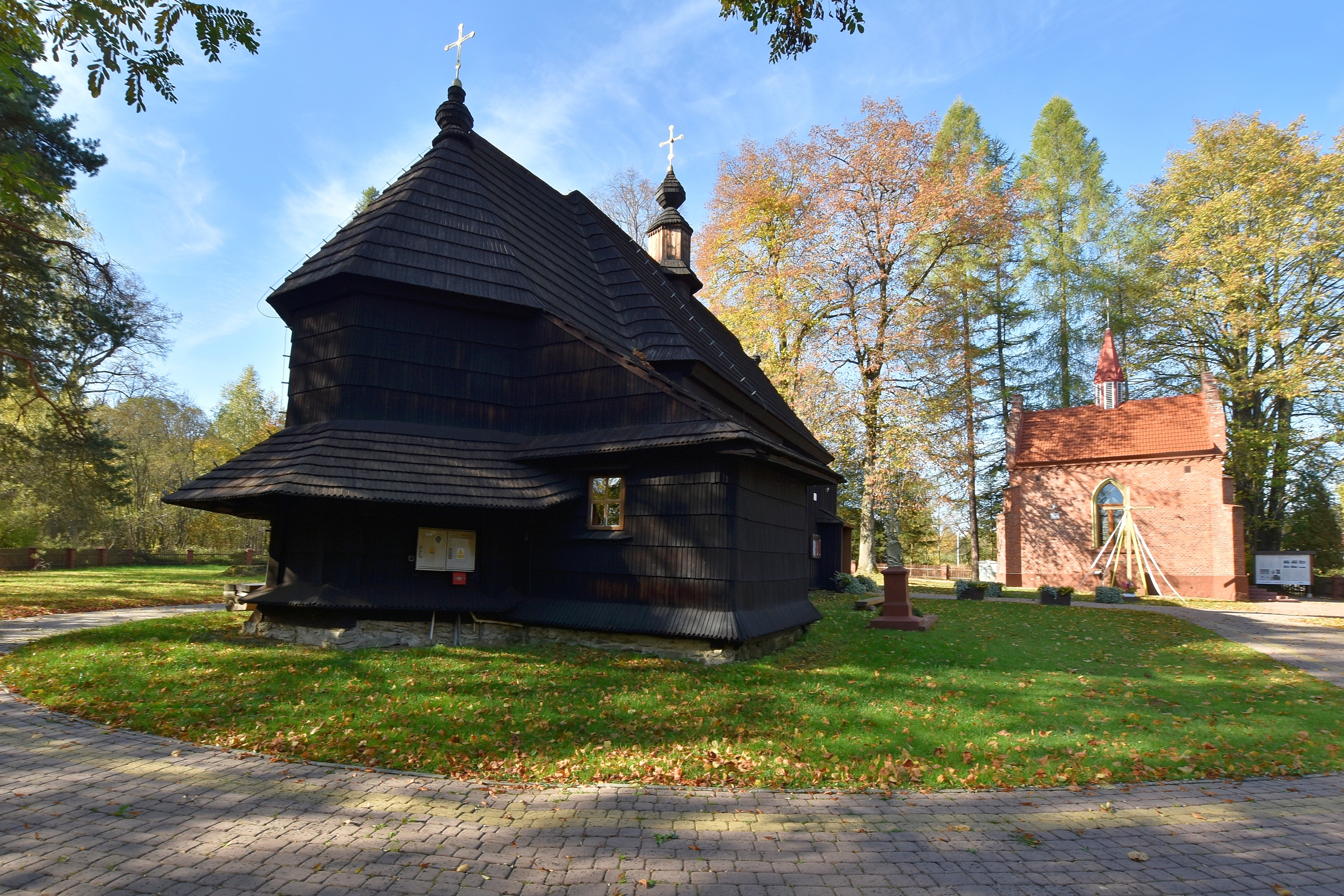
Widok od strony prezbiterium

## Otoczenie
Obok cerkwi znajduje się drewniana dzwonnica oraz murowana kaplica grobowa Szemelowskich.